# Ask (Hordaland)
Ask – wieś w Norwegii położona w gminie Askøy, w regionie Hordaland. Jej populacja w 2007 roku wynosiła 737 osób.